# Симплот, Джон Ричард
Джон Ричард Симплот (англ. John Richard Simplot; 4 января 1909, Дубьюк, США — 25 мая 2008, Бойсе) — американский предприниматель, миллиардер. Основатель компании «Simplot», которая производит и обрабатывает картофель и картофельные продукты.

## Детство
Джон Ричард Симплот родился в городке Дубьюк (штата Айова). Его родители Чарльз и Дороти Симплот занимались сельским хозяйством. Их семья была многодетная: у Джона было ещё 5 братьев и сестёр. Когда Джон учился в восьмом классе, семья переехала жить на ферму, находящуюся в Мэджик-Веллей.
В 1923 году он покинул родителей и отправился работать на соседнюю ферму неподалеку от города Декло, где организовал свой первый бизнес.

## J. R. Simplot Company
После Второй Мировой войны компания Джона Симплота «Simplot» стала крупнейшим поставщиком картофеля в США, а к началу 60-х она — главнейший поставщик готового картофеля фри для «McDonald’s». В 2005 году он поставлял больше чем половину всего картофеля фри для сетей кафе быстрого питания США. Кроме того, Симплот занимался разработкой и производством удобрений для сельского хозяйства.
В 1973 году он ушёл с поста президента компании «J. R. Simplot Company», но остался председателем правления. 
В 1994 году он покинул пост пост председателя правления, став «заслуженным» председателем правления.
Джон Ричард Симплот — обладатель учёной[уточнить] степени от Университета штата Юты за вклад в развитие сельскохозяйственного производства в Америке.